# Ligamentum capitohamatum
A ligamentum capitohamatum egy apró szalag a tenyérben. A fejescsont (os capitatum) elülső része és a horgascsont (os hamatum) között található, és három részre osztható.

## Biomechanikai tulajdonságok
Ritt  et al. 1996-ban számítógéppel vizsgálták három részének biomechanikai tulajdonságait. Ez alapján a dorzális rész a fejescsont palmáris forgatási ellenállásának mintegy 75,9%-át palmáris forgatási ellenállásának 12,3%-át, a dorzális eltolási ellenállásnak 16%-át, a palmáris eltolási ellenállásnak 44,3%-át, a disztális eltolási ellenállás 63%-át, a proximális eltolási ellenállás 51%-át biztosítja, a mély rész a dorzális forgatási ellenállás 50,6%-át, a palmáris forgatási ellenállás 12,3%-át, a dorzális eltolási ellenállás 62,7%-át, a palmáris eltolási ellenállás 22,8%-át, a disztális eltolási ellenállás 25,4%-át, a proximális eltolási ellenállás 24,5%-át biztosítja, míg a palmáris rész a dorzális forgatási ellenállás 21,5%-át, a palmáris forgatási ellenállás 10,9%-át, a dorzális eltolási ellenállás 22,6%-át, a palmáris eltolási ellenállás 33,8%-át, a disztális eltolási ellenállás 15,2%-át, a proximális eltolási ellenállás 25,5%-át biztosítja.
A három szalag közel egyenlő mértékben ellenáll a distractiónak.
A mély szalag szakítószilárdsága 289 N, a palmáris szalagé 171 N, míg a dorzálisé 133 N.

## Szerepe a szövetrekonstrukcióban
A ligamentum scapholunatum interossealéhez hasonló biomechanikai tulajdonságai miatt annak rekonstrukciójában használható jelentős osszifikáció nélkül.